# Interne Bahnhofsnummer
| Format         | Beispiel (Aachen) | Länge |
| -------------- | ----------------- | ----- |
| Nummer         | 1                 | 1–5   |
| Nummer mit 0   | 00001             | 5     |
| mit Ländercode | 8000001           | 7     |

Die Interne Bahnhofsnummer (IBNR) ist ein Indikator bei der Deutschen Bahn zur tariflichen Identifikation von Personenbahnhöfen in Deutschland und anderen europäischen Ländern. Die IBNR umfasst in der Regel fünf Stellen, mit UIC-Ländercode sieben Stellen.

## Hintergrund
| IBNR    | Bahnhof                               | Land        |
| ------- | ------------------------------------- | ----------- |
| 8000001 | Aachen Hauptbahnhof                   | Deutschland |
| 8000002 | Aalen Hauptbahnhof                    | Deutschland |
| 8098160 | Berlin Hauptbahnhof (Fernbahn, unten) | Deutschland |
| 8100001 | Bahnhof Kufstein                      | Österreich  |
| 8500010 | Bahnhof Basel SBB                     | Schweiz     |
| 1000001 | Bahnhof Ähtäri                        | Finnland    |
| 9400682 | Bahnhof Reboleira                     | Portugal    |

Jeder Halt, zu dem fahrplanbasiert ein Fahrschein durch die DB-eigenen Systeme verkauft wird, benötigt eine Zuordnung zu einem Tarifpunkt. Dazu wird, sofern noch nicht vorhanden, ein Tarifpunkt in der Datenbank P angelegt und vom TWE Datenmanagement (ehemals Teil des Fahrplanzentrums) der Deutschen Bahn zugewiesen. Für DB-Bahnhöfe wird eine IBNR angelegt. Ausländische Bahnhöfe und sonstige ÖPNV-Halte erhalten ebenfalls eine Tarifpunktzuordnung (TCVNR), wenn sie in den Preissystemen der DB geführt werden. Die Tarifpunkte im Ausland werden von der UIC zugeliefert. Die Kombination aus zweistelligem Ländercode + 5-stelliger TCV-Nummer heißt dabei auch UIC-Nummer. Sie ist damit identisch zur Tarifpunktnummer.
Die DB kann mittlerweile auch Fahrscheine für Ziele verkaufen, die keinen Tarifpunkt haben. Hier werden aber nicht DB-eigene Systeme, sondern externe Module angefragt.
Für die Tarifierung werden u. U. mehrere Tarifpunkte zusammengefasst, um sie einheitlich zu bepreisen. Das wird über Gleichstellungen gelöst. Dazu wird eine Gruppe von IBNR gebildet, die zu dieser Gleichstellung gehören und einen für diese Gleichstellung tarifbildender Bahnhof und eine Entfernung, ab wann diese Gleichstellung gilt, definiert. Es gibt dabei zwei Arten von Gleichstellungen: Einmal tarifliche und einmal für die City-Option beim Fernverkehr. Die Funktionsweise ist aber identisch.
Bspw. gibt es eine Gleichstellung „Frankfurt(Main)“. Bei Frankfurt(Main) sind das die IBNR 105 und 71 km.
Gleichstellungen werden veröffentlicht.
Bahnhöfe mit mehreren Bahnhofsteilen haben nur eine IBNR, der alle Bahnhofsteile und zusätzlich ggf. Haltestellen (bspw. für den Schienenersatzverkehr) zugeordnet sind. Aus diesem Grund eignet sich die IBNR nicht zur eindeutigen Identifikation eines Personenhalts und darf dafür nicht verwendet werden.

## Schweiz
| Format                             | Beispiel   | Ziffern |
| ---------------------------------- | ---------- | ------- |
| Dienststellen-Nummer               | 9356       | 1–5     |
| Dienststellen-Nummer siebenstellig | 8509356    | 7       |
| Dienststellen-ID                   | 85 09356-7 | 8       |

In der Schweiz ist die Nummer nach der Dienststellendokumentation als DIDOK-Nummer oder Dienststellen-Nummer bekannt. Grundsätzlich hat auch jede Haltestelle des öffentlichen Verkehrs (Bus, Schiff, Seilbahnen) eine solche Nummer. Die Dienststellen-ID enthält den Ländercode 85 und eine Prüfziffer.
| Formel | Beispiel                                                                               |
| --- | -------------------------------------------------------------------------------------- |
| Dienststellen-Nummer: n5n4n3n2n1 | 9356: n4=9, n3= 3, n2= 5, n1=6                                                         |
| A=10 - ( (n1 * 2) Mod 10 + INT(n1/5) ) B=10 - n2 C=10 - ( (n3 * 2) Mod 10 + INT(n3/5) ) D=10 - n4 E=10 - ( (n5 * 2) Mod 10 + INT(n5/5) ) | A=10 - ( (6 * 2) Mod 10 + 1 ) B=10 - 5 C=10 - ( (3 * 2) Mod 10 + 0 ) D=10 - 9 E=10 - 0 |
| Prüfziffer = (A+B+C+D+E) Mod 10 | = (7+5+4+1+10) Mod 10 = 27 Mod 10 = 7                                                  |

Verschiedene Anwendungen nutzen die Dienststellen-Nummer.
| Anwendung                              | Format        | Prüfziffer | Beispiel        |
| -------------------------------------- | ------------- | ---------- | --------------- |
| EVA-ID                                 | 85nnnnn       | nein       | 8509356         |
| UIC-Nummer                             | 85 nnnnn-n    | ja         | 85 09356-7      |
| HAFAS (oder IBNR) Nummer               | 85 nnnnn      | nein       | 85 09356        |
| DIUM                                   | 2185 nnnnn-n  | ja         | 2185 09356-7    |
| SLOID für traffic point elements (TPE) | ch:1:sloid:n+ | nein       | ch:1:sloid:9356 |
| Primary Location Code (ERA)            | CHn+          | nein       | CH9356          |